# Oumar Kone
Oumar Kone (ur. 11 lutego 1985) – malijski judoka. Olimpijczyk z Londynu 2012, gdzie zajął siedemnaste miejsce, w wadze półciężkiej.
Uczestnik mistrzostw świata w 2010. Piąty na mistrzostwach Afryki w 2010 roku.

## Letnie Igrzyska Olimpijskie 2012
| Konkurencja | Eliminacje             | Klas. końcowa |
| Konkurencja | Przeciwnik 1           | Miejsce       |
| ----------- | ---------------------- | ------------- |
| 100 kg      | Luciano Corrêa (BRA) P | 17.           |